# Umm Salal

Umm Salal é um município do Qatar. Em 2004 perdeu parte do território para o recém-criado município de Al Daayen. .